# Smith Barracks

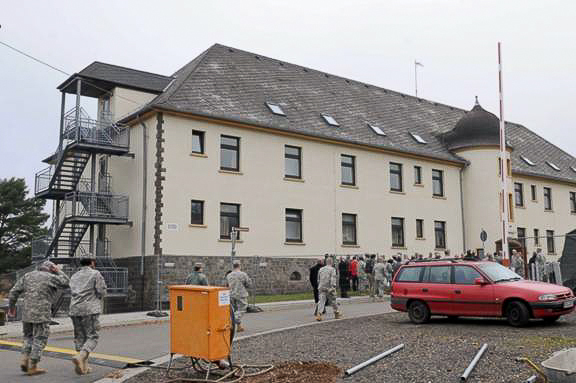
Gebäude der Smith Barracks, 2014

Smith Barracks ist eine militärische Einrichtung in Baumholder, Deutschland und Teil der US Army Garrison Rheinland-Pfalz. Seit 1951 spielt die Kaserne eine zentrale Rolle in der militärischen Präsenz der Vereinigten Staaten in Europa und wird seit den 2020er Jahren umfassend modernisiert.

## Geschichte

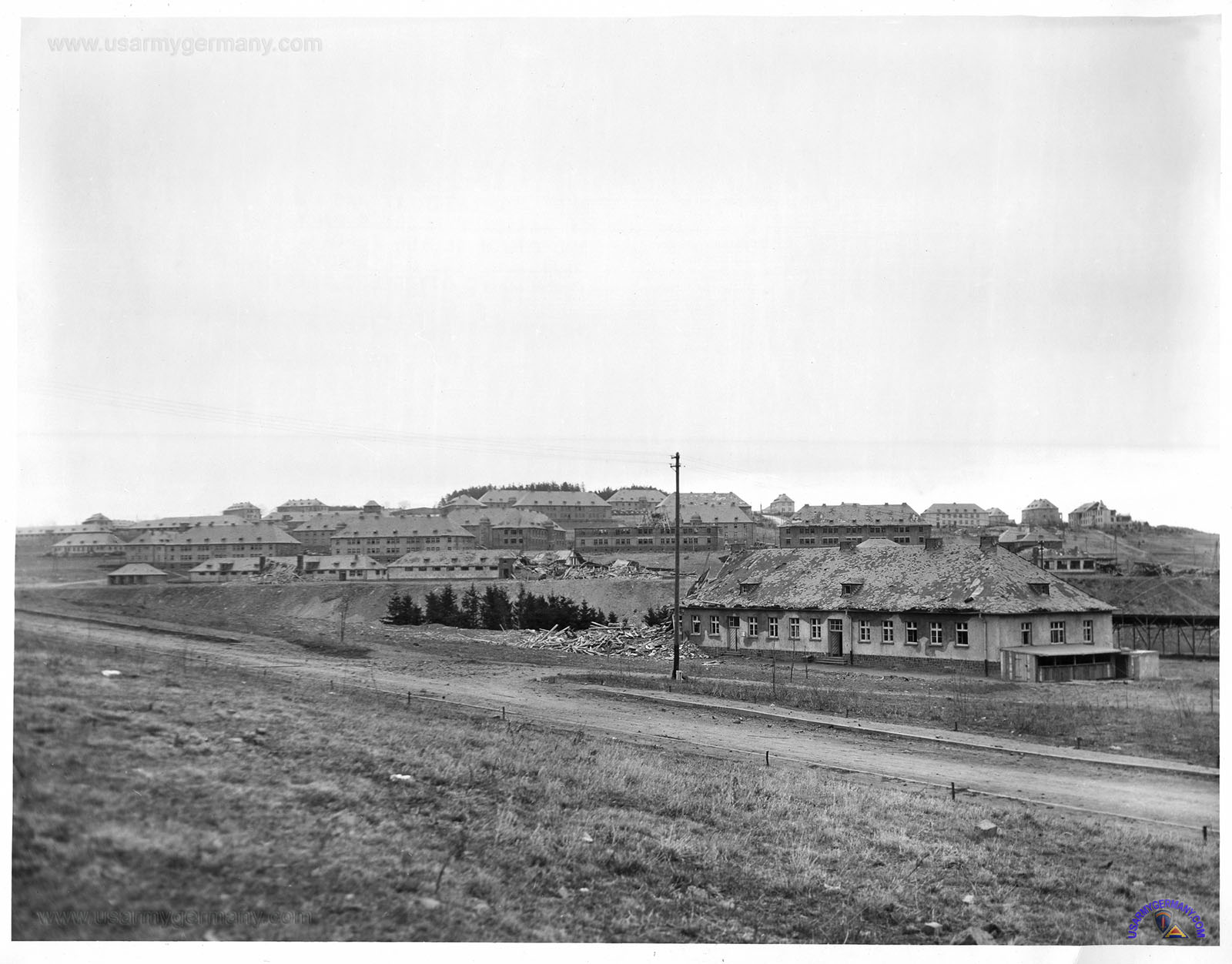
Die Kasernenanlage nach dem Zweiten Weltkrieg, 1945

Baumholder war bereits vor der US-Nutzung ein militärischer Standort. Während der NS-Zeit wurde die Region gezielt militärisch ausgebaut, und die heutigen Smiths Barracks waren Teil eines Kasernenkomplexes der deutschen Wehrmacht. Während des Zweiten Weltkriegs diente Baumholder als Ausbildungs- und Stationierungsort für deutsche Truppen. Nach Kriegsende übernahmen die französische Armee das Gelände. Die US-Armee übernahm schließlich 1951 die Kontrolle und richtete die Kaserne für ihre Truppen ein.
Seit 2023 laufen umfassende Modernisierungsmaßnahmen für Smith Barracks, die voraussichtlich bis 2029 abgeschlossen sein werden. Die Investition von über 1 Milliarde US-Dollar umfasst mehrere Schlüsselprojekte, wie den Neubau einer Grundschule, die Sanierung sämtlicher Wohngebäude, den Bau eines Hotels sowie die Modernisierung aller Kindergärten und Spielplätze.
In Baumholder waren 2024 etwa 5000 US-Soldaten stationiert, begleitet von rund 4000 Zivilangehörigen.